# Struthanthus flexicaulis
Struthanthus flexicaulis är en tvåhjärtbladig växtart som beskrevs av Carl Friedrich Philipp von Martius. Struthanthus flexicaulis ingår i släktet Struthanthus och familjen Loranthaceae. Inga underarter finns listade i Catalogue of Life.